# Bob-Weltmeisterschaft 1939
Die 8. Bob-Weltmeisterschaft wurde vom 28. und 31. Januar 1939 zunächst im Viererbob auf der Natureisbahn  im italienischen Wintersportort Cortina d’Ampezzo und am 8. und 9. Februar 1939 im Zweierbob auf der Olympia-Eisbahn im schweizerischen St. Moritz ausgetragen. Weltmeister wurden der Zweierbob mit dem belgischen Steuermann René Lunden und dem Luxemburger Bremser Jean Kuffer sowie der Schweizer Viererbob mit Fritz Feierabend, Heinz Cattani, Alphonse Hörning und Joseph Beerli.
Durch den Ausbruch des Zweiten Weltkrieges waren es bis 1947 die vorerst letzten Bob-Weltmeisterschaften.

## Viererbob
Die Austragung der Viererbob-WM war von Beginn an mit Schwierigkeiten behaftet. So drohte zunächst Tauwetter eine Ausführung gänzlich unmöglich zu machen. Am 27. Januar 1939 fegte ein Schneesturm durch das Wintersportgebiet, der Neuschnee von bis zu 30 cm brachte. Ein Training war daraufhin nicht möglich. Um die weiterhin recht weiche Bahn nicht zu überstrapazieren, entschied die Jury, nur einen Lauf pro Tag zuzulassen, so dass sich die Weltmeisterschaft auf vier Tage erstreckte. Insgesamt nahmen 11 Bobs aus Italien, Frankreich, der Schweiz, Belgien, Großbritannien, Deutschland und den Vereinigten Staaten teil. Infolge des Anschlusses Österreichs an das deutsche Reich im März 1938 nahmen keine Bobs aus dem Alpenland mehr teil. Durch die Anwesenheit der Medaillengewinner der letztjährigen Weltmeisterschaft inklusive des Titelverteidigers McEvoy war sportliche Klasse vorhanden, hinzu kam mit dem zweifachen Silbermedaillengewinner der Olympischen Spiele von Garmisch, Fritz Feierabend aus der Schweiz, ein weiterer namhafter Konkurrent.
Feierabend fuhr an den ersten beiden Wettkampftagen jeweils Laufbestzeit und lag mit reichlich anderthalb Sekunden vor Titelverteidiger McEvoy und den beiden deutschen Bobs in Führung. Nach dem dritten Lauf war insofern eine Vorentscheidung gefallen, als dass nur noch Feierabend und McEvoy um Gold kämpften, zu groß war der Abstand der beiden deutschen Bobs. Zwischen Fischer und Kilian betrug der Abstand allerdings nur drei Hundertstel, so dass der Kampf um die Bronzemedaille völlig offen war.
Am letzten Wettkampftag verbesserten die beiden Spitzenteams nochmals den Bahnrekord, erneut war McEvoy wie am dritten Tag der Wettkampfbeste. Da Feierabend an den ersten beiden Tagen jedoch genügend Vorsprung herausgefahren hatte, reichte es am Ende für den Schweizer zu seinem ersten Weltmeistertitel mit einem Vorsprung von 1,24 Sekunden vor dem Briten McEvoy. Beim Kampf um die Bronzemedaille vergab Gerhard Fischer durch die nur sechstschnellste Zeit die Chance auf die Bronzemedaille, mit reichlich einer halben Sekunde Rückstand belegte er den undankbaren vierten Platz, während Hanns Kilian seine insgesamt sechste WM-Medaille erringen konnte.
| Platz | Land   | Sportler                                                      | 1. Lauf | 2. Lauf | 3. Lauf | 4. Lauf | Gesamt  |
| ----- | ------ | ------------------------------------------------------------- | ------- | ------- | ------- | ------- | ------- |
| 1     | SUI    | Fritz Feierabend Heinz Cattani Alphonse Hörning Joseph Beerli | 1:25,38 | 1:21,99 | 1:22,23 | 1:20,77 | 5:30,37 |
| 2     | GBR    | Frederick McEvoy Peter Howard Critchley Charles Green         | 1:26,80 | 1:22,39 | 1:21,67 | 1:20,75 | 5:31,61 |
| 3     | GER I  | Hanns Kilian Werner Windhaus Hans Schmidt Franz Kemser        | 1:26,98 | 1:23,60 | 1:23,59 | 1:22,66 | 5:36,83 |
| 4     | GER II | Gerhard Fischer Lohfeld H. Fischer Rolf Thielecke             | 1:26,48 | 1:23,75 | 1:23,97 | 1:23,11 | 5:37,31 |
| 5     | USA    | Jack Heaton ?                                                 | 1:28,20 | 1:24,53 | 1:22,90 | 1:22,85 | 5:38,48 |
| 6     | BEL    | René Lunden ?                                                 | 1:30,82 | 1:23,58 | 1:23,48 | 1:22,19 | 5:40,07 |
| 7     | ITA II | Francesco De Zanna ?                                          | 1:27,35 | 1:25,26 | 1:25,28 | 1:23,45 | 5:41,64 |
| 8     | ITA I  | Gilarduzzi ?                                                  | 1:29,65 | 1:26,10 | 1:24,92 | 1:24,53 | 5:44,89 |
| 9     | FRA I  | Louis Balsan ?                                                | 1:29,30 | 1:27,19 | 1:24,98 | 1:24,20 | 5:45,55 |
| 10    | FRA II | René Charlet ?                                                | 1:28,44 | 1:26,35 | 1:25,89 | 1:25,60 | 5:46,17 |
| 11    | ROU    | Michail ?                                                     | 1:33,89 | 1:28,09 | 1:27,14 | 1:26,72 | 5:55,64 |

## Zweierbob
Nach dem Boblet Grand Prix am 3. und 4. Februar sowie dem Boblet Derby am 5. und 6. Februar 1939 bildete die Weltmeisterschaft im Zweierbob den Abschluss einer Woche im Zeichen des Bobsports, einen Winter vor der an gleicher Stelle geplanten Austragung der Olympischen Winterspiele 1940.
Tragödie um Reto Capadrutt
Am Nachmittag des 3. Februar verunglückte der Zweierbob-Weltmeister von 1935 und zweifache olympische Silbermedaillengewinner, der Schweizer Steuermann Reto Capadrutt bei einer Trainingsfahrt im Zweierbob tödlich, wohingegen der deutsche Bremser H. Gatzsch den Sturz in der Shamrock-Kurve unverletzt überstand.
Wettbewerb
Kurz vor Beginn der Weltmeisterschaft wurden mehrere Umbesetzungen vorgenommen. Nachdem der Luxemburger Bremser Henri Koch verletzungsbedingt ausgefallen war, ersetzte dessen Partner Jean Kuffer den ebenfalls ausgeschiedenen Bremser im belgischen Zweierbob von René Lunden. Außerdem musste Hanns Kilian am zweiten Wettkampftag als Steuermann für den aus Berlin angeforderten Werner Zahn einspringen. Auf der 1.609 Meter langen Natureisbahn dominierten am ersten Tag (Mittwoch, 8. Februar) der favorisierte Zweierbob mit Gerhard Fischer und Rolf Thielecke sowie das gemischte Duo aus Lunden und Kuffer. Beide französischen Mannschaften, darunter der Bob Frankreich I mit Lévy und William Gayraud-Hirigoyen, schieden nach Stürzen aus dem Wettbewerb aus, ebenso der Bob Rumänien II mit Michail und Teodor Popescu am folgenden Tag. Begünstigt durch sehr gute Wetterverhältnisse am zweiten Tag (Donnerstag, 9. Februar) konnten Lunden und Kuffer den Bahnrekord im dritten Lauf um drei Zehntel auf 1:21,3 Minuten verbessern und damit den Grundstein für ihren Sieg vor den beiden deutschen Zweierbobs legen.
| Platz | Land                  | Sportler                           | 1. Lauf | 2. Lauf | 3. Lauf | 4. Lauf | Gesamtzeit |
| ----- | --------------------- | ---------------------------------- | ------- | ------- | ------- | ------- | ---------- |
| 1.    | Belgien I             | René Lunden Jean Kuffer            | 2:45,7  | 2:45,7  | 2:43,5  | 2:43,5  | 5:29,2 min |
| 2.    | Deutschland I         | Gerhard Fischer Rolf Thielecke     | 2:45,7  | 2:45,7  | 2:44,4  | 2:44,4  | 5:30,1 min |
| 3.    | Deutschland II        | Werner Zahn/Hanns Kilian Schlaffer | 2:48,1  | 2:48,1  | 2:45,3  | 2:45,3  | 5:33,4 min |
| 4.    | Schweiz I             | Fritz Feierabend Joseph Beerli     | 2:48,4  | 2:48,4  | 2:46,1  | 2:46,1  | 5:34,5 min |
| 5.    | England I             | Frederick McEvoy Paddy Green       | 2:48,3  | 2:48,3  | 2:46,7  | 2:46,7  | 5:35,0 min |
| 6.    | Belgien II            | Max Houben Jacques Mouvet          | 2:49,5  | 2:49,5  | 2:46,5  | 2:46,5  | 5:36,0 min |
| 7.    | Rumänien I            | Alexandru Frim Florescu            | 2:49,0  | 2:49,0  | 2:47,2  | 2:47,2  | 5:36,2 min |
| 8.    | England II            | Dennis Field N. Cooke              | 2:48,9  | 2:48,9  | 2:48,0  | 2:48,0  | 5:36,9 min |
| 9.    | Vereinigte Staaten    | Jack Heaton Darlington             | 2:50,4  | 2:50,4  | 2:47,2  | 2:47,2  | 5:37,6 min |
| 10.   | Königreich Italien I  | Mario Vitali Carlo Solveni         | 2:50,9  | 2:50,9  | 2:49,0  | 2:49,0  | 5:39,9 min |
| 11.   | Schweiz II            | Fonjallaz Arnold Gartmann          | 2:51,8  | 2:51,8  | 2:50,5  | 2:50,5  | 5:42,3 min |
| 12.   | Königreich Italien II | Francesco De Zanna Amedeo Angeli   | 2:55,0  | 2:55,0  | 2:53,3  | 2:53,3  | 5:48,3 min |

## Medaillenspiegel
| Platz | Land                   | Gold | Silber | Bronze | Gesamt |
| ----- | ---------------------- | ---- | ------ | ------ | ------ |
| 1     | Belgien                | 1    | 0      | 0      | 1      |
| 1     | Schweiz                | 1    | 0      | 0      | 1      |
| 3     | Deutsches Reich        | 0    | 1      | 2      | 3      |
| 4     | Vereinigtes Königreich | 0    | 0      | 1      | 1      |